# Rafael Escuredo
Rafael Escuredo Rodríguez (Estepa, Sevilla, 16 de abril de 1944) es un político  y escritor español, primer presidente electo de la Junta de Andalucía, cargo que ocupó entre 1982 a 1984.

## Biografía
Nacido en Estepa, se licenció en Derecho por la Universidad de Sevilla en 1967, donde daría clases de Derecho del Trabajo hasta 1976. El año que comenzó a dar clases se afilió al PSOE, y el año siguiente fundó un despacho laboralista en Sevilla, junto a Felipe González y otras personalidades políticas en ciernes. Fue diputado tras las elecciones de 1977 (repetiría dos años más tarde), período durante el que negociaría las condiciones de la preautonomía andaluza. El 2 de junio de 1979, Rafael Escuredo es elegido presidente de la Junta de Andalucía, sustituyendo a Plácido Fernández Viagas, en 1982 gana las primeras elecciones autonómicas y vuelve a ser presidente, cargo que ocuparía hasta 1984, desde entonces ejerce como abogado y escritor.
La carismática figura de Rafael Escuredo está asociada al referéndum del 28 de febrero, pues fue quien abanderó la lucha de Andalucía por equipararse a las comunidades autónomas consideradas "históricas", objetivo que se consiguió tras muchas dificultades incluida una huelga de hambre que tuvo que protagonizar como protesta. Rafael Escuredo recorrió Andalucía explicando las ventajas de acceder a una autonomía por la vía del artículo 151 de la Constitución, consiguiendo una enorme movilización popular que se materializó en el éxito de la consulta. También mantuvo un diálogo exigente y leal con las instituciones del Estado e impulsó, ya como presidente electo, la construcción de las recién nacidas instituciones de autogobierno.
Tras su dimisión como presidente en 1984, ejerció la abogacía.
Como escritor, ha publicado Un sueño fugitivo (1994), Un mal día (1999), Andalucía irredenta (2004), Leonor mon amour (2005) con la que obtuvo el Premio Andalucía de la Crítica, Te estaré esperando (2009), El blanco círculo del miedo (2011), Laberinto de mentiras (2014) y Valió la pena (2021).

## Reconocimientos
- Hijo Predilecto de Andalucía, 1985
- Una calle en el campus de la Cañada, de la Universidad de Almería, lleva el nombre de Rafael Escuredo.
- Medalla de Andalucía, 2020
- Doctorado honoris causa por la Universidad de Sevilla, 2023

## Anécdotas
- Fue portavoz de la familia de Anabel Segura durante su desaparición, 1993-95